# Roșiori, Mureș
Roșiori (în maghiară Andrássytelep) este o localitate componentă a orașului Luduș din județul Mureș, Transilvania, România.

## Populație
Conform Recensământului din anul 2022 populația localității era de 904 locuitori în creștere față de datele de la ultimul recensământ când populația localității era de 760 locuitori. 

## Galerie de imagini

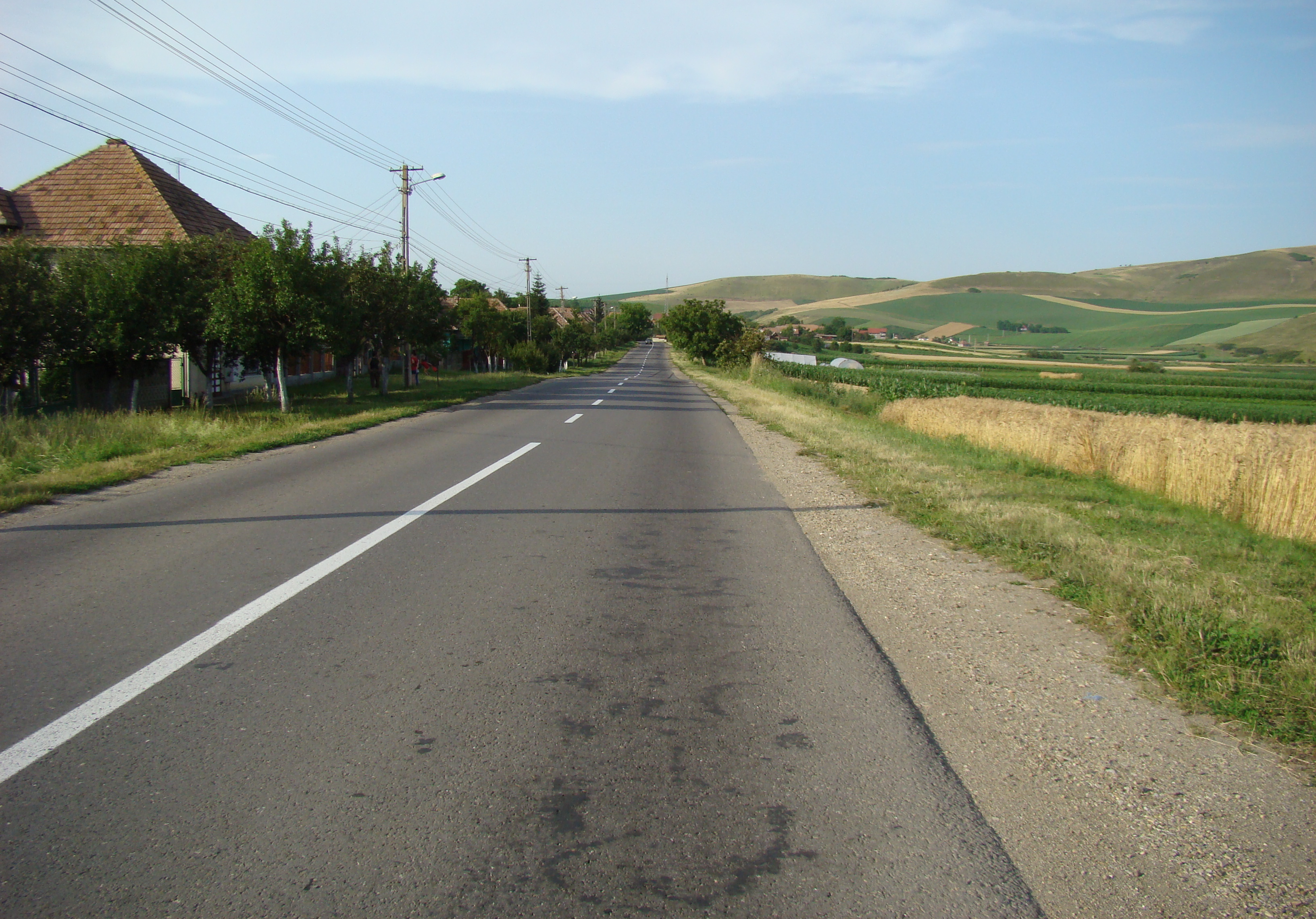
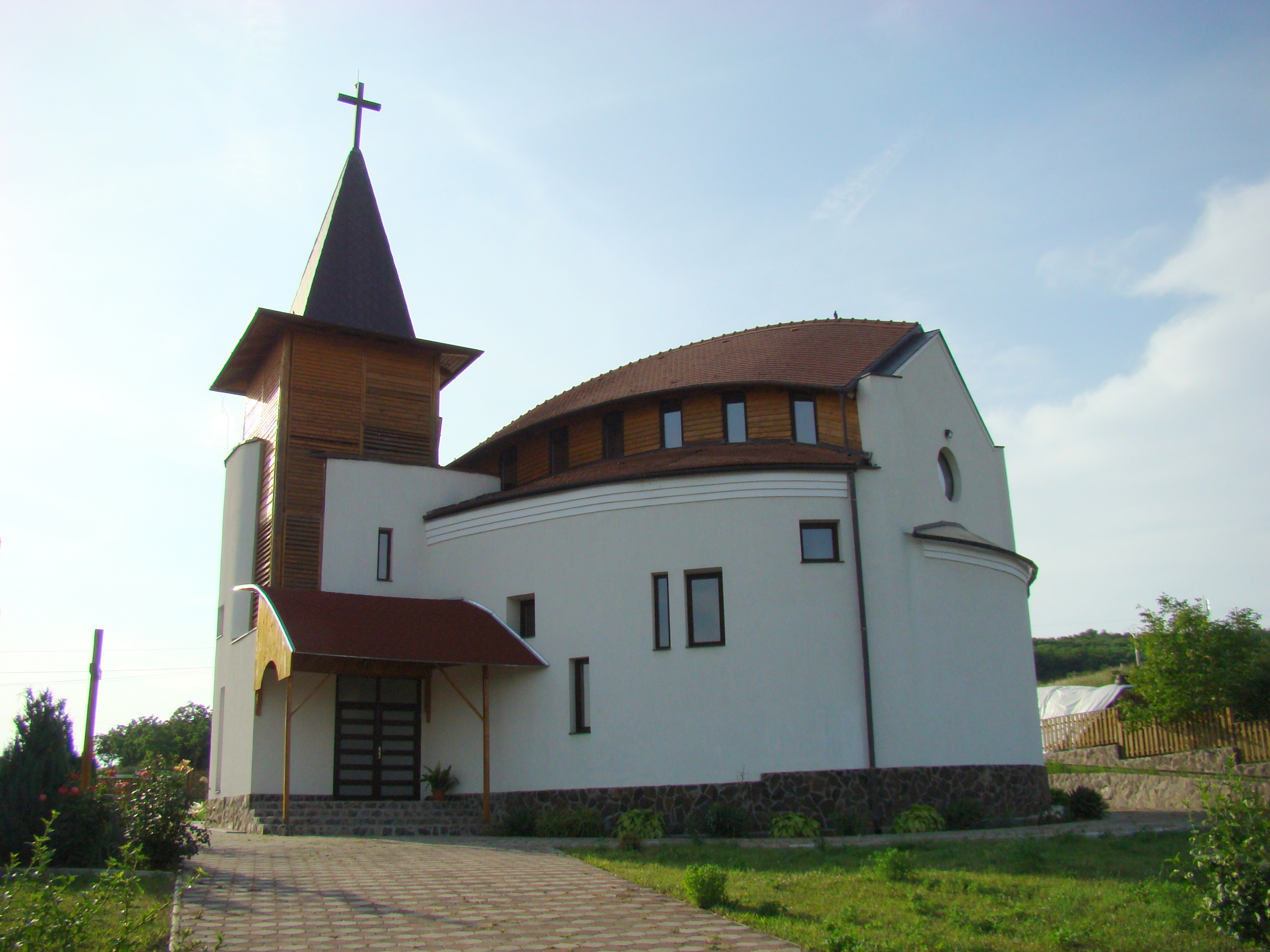
Biserica romano-catolică
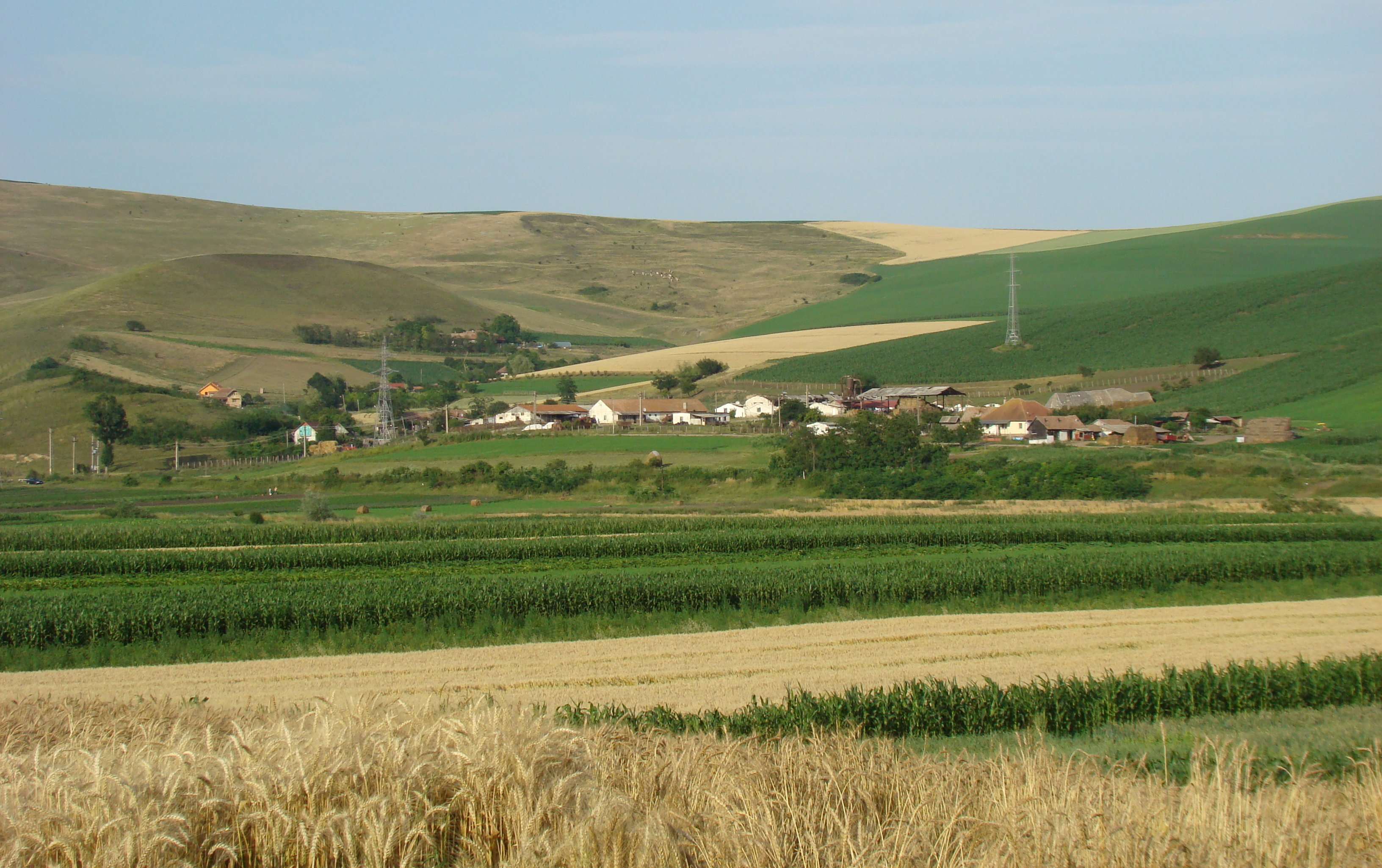
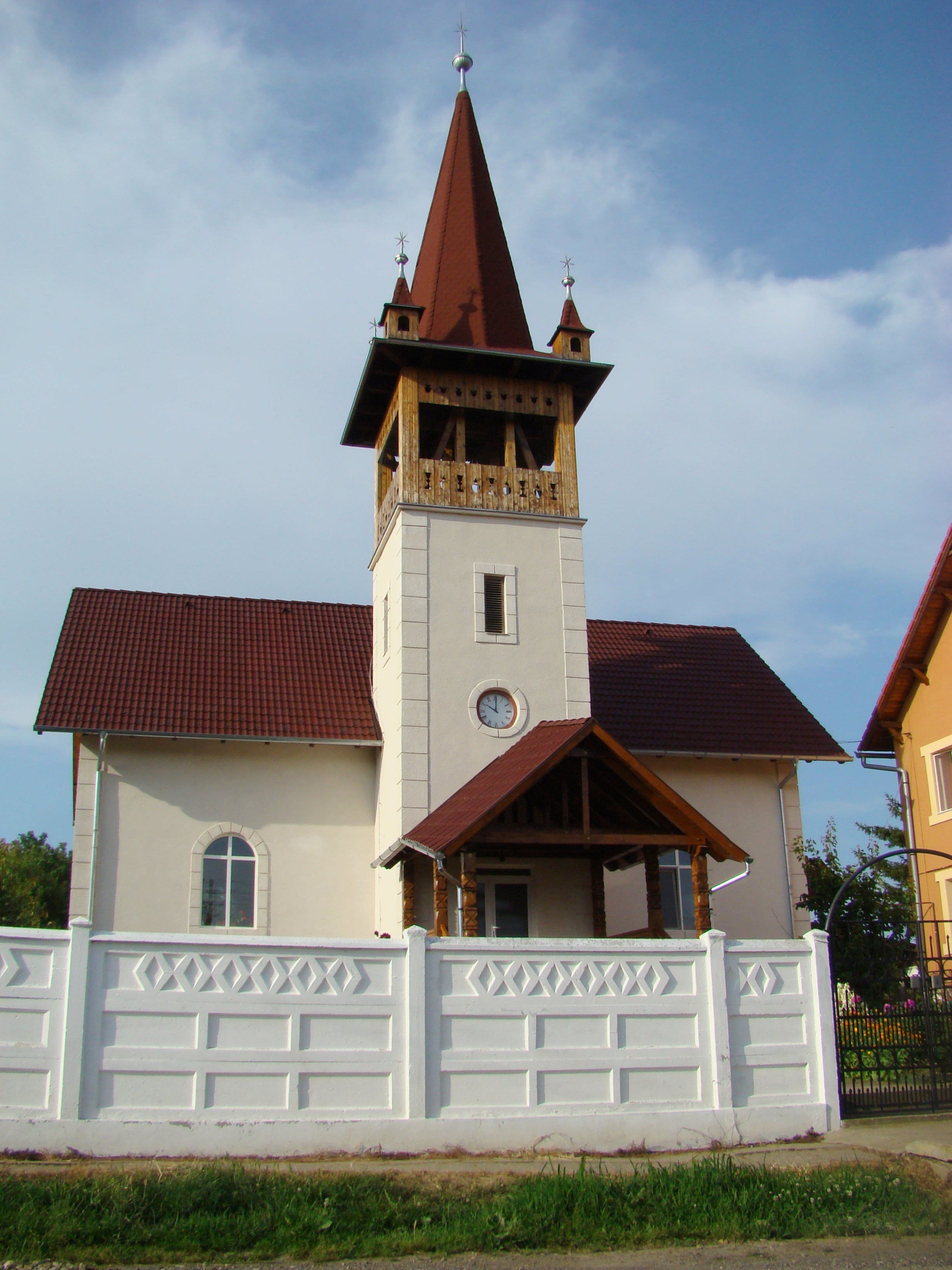
Biserica reformată
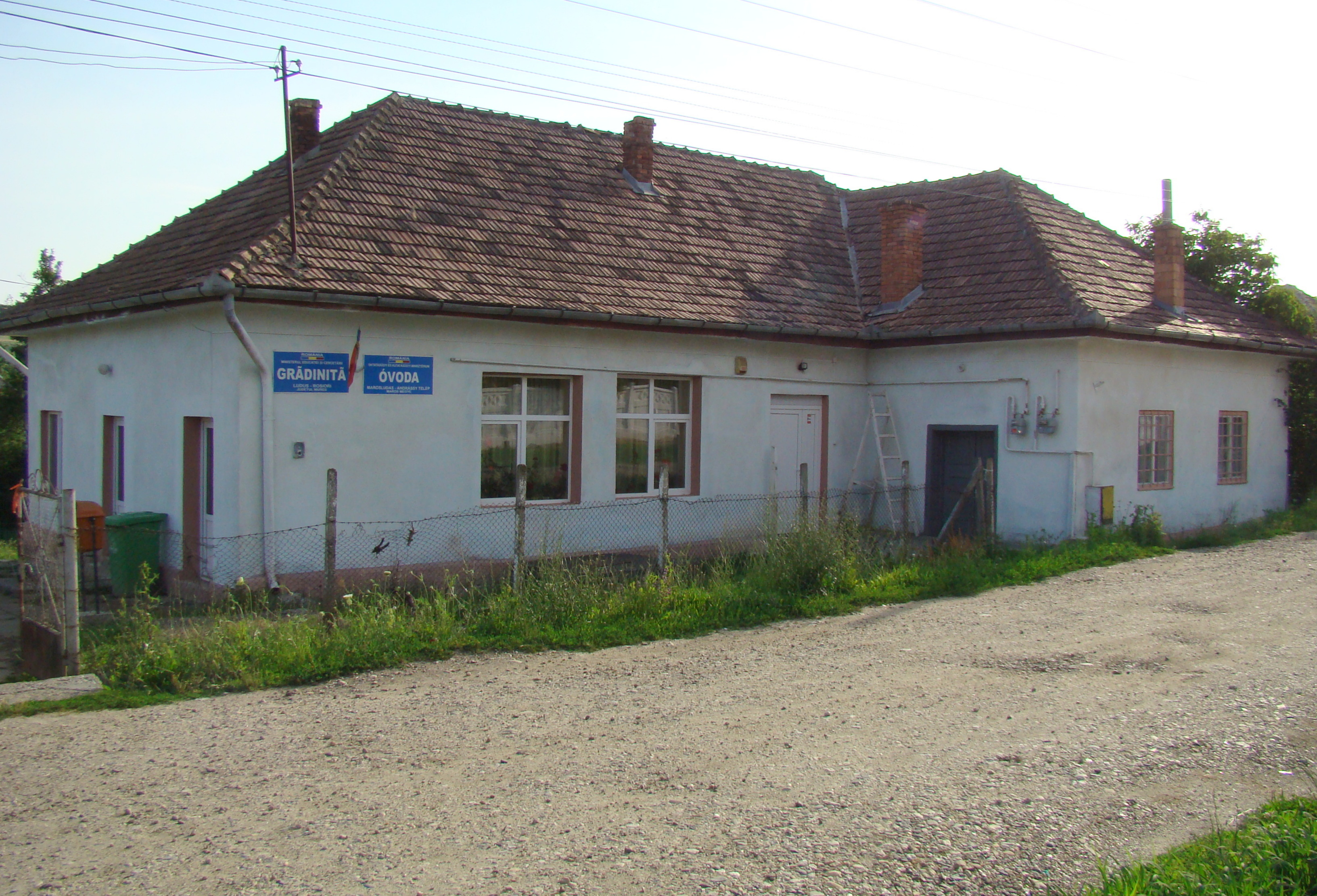
Grădinița
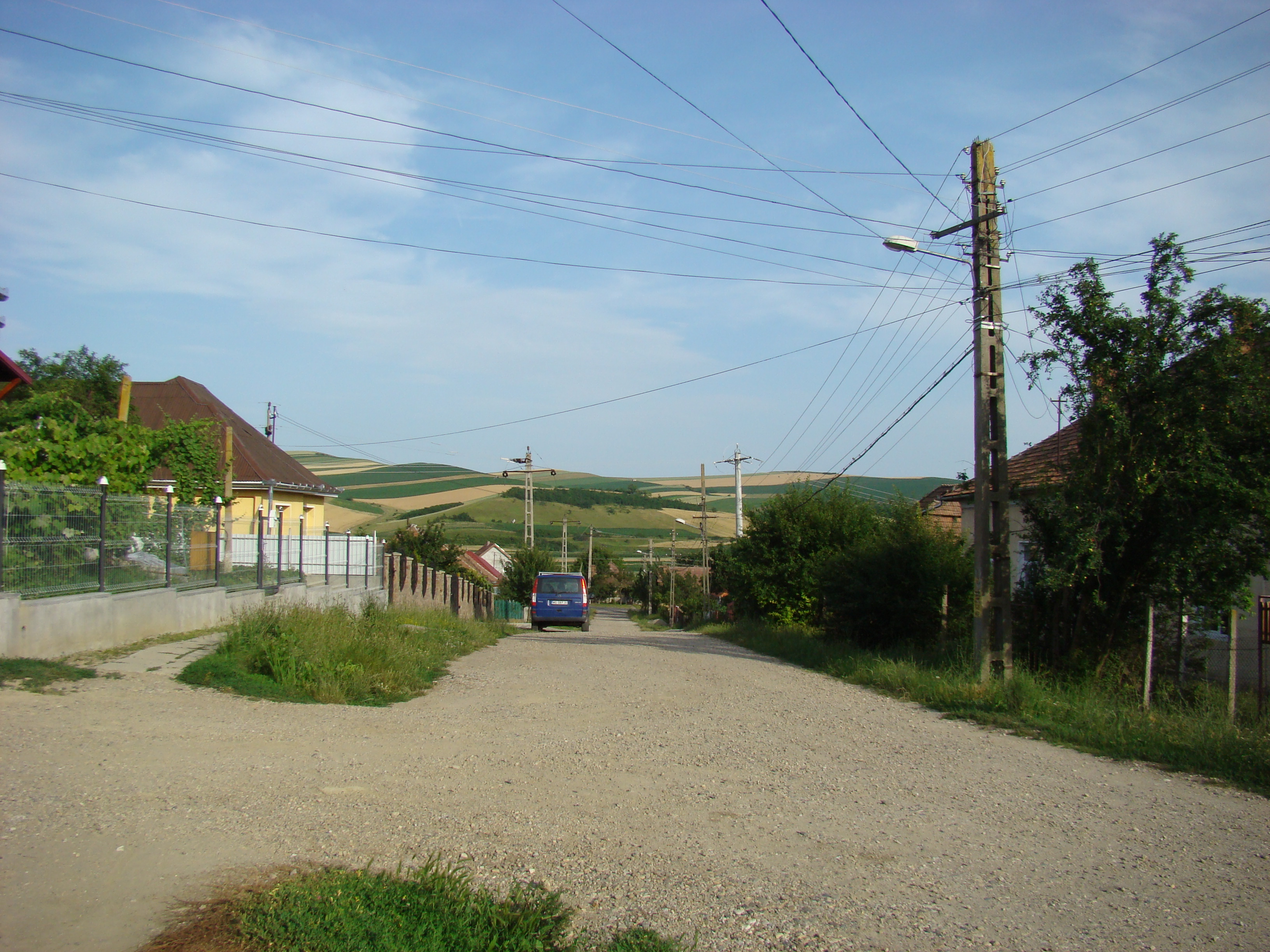